# Liste der Nummer-eins-Hits in den britischen Charts (2004)
Dies ist eine Liste der Nummer-eins-Hits in den britischen Charts im Jahr 2004. Sie basiert auf den Official Singles Chart Top 100 und den Albums Chart Top 100, die von der Official Charts Company ermittelt werden. Es gab in diesem Jahr jeweils 30 Nummer-eins-Singles und -Alben.

## Singles
| ← 2003 ← | Liste der Nummer-eins-Hits in den britischen Charts | Liste der Nummer-eins-Hits in den britischen Charts | Liste der Nummer-eins-Hits in den britischen Charts | 2005 →                    |
| \| Zeitraum \| Wo. ges. \| Interpret \| Titel Autor(en) \| Zusätzliche Informationen \| \| (Zeitraum, Wochen auf Platz eins, Interpret, Titel, Autor[en], zusätzliche Informationen) \| \| \| \| \| \| ----------------------------------------------------------------------------------------- \| -------- \| ------------------------------------ \| ----------------------------------------------------------------------------------------------------------------------------------------------------------------------------------------------------------------------------------------- \| ------------------------- \| \| 21. Dezember 2003 – 10. Januar 2004 3 Wochen \| 3 \| Michael Andrews feat. Gary Jules \| Mad World Roland Orzabal \| – \| \| 11. Januar 2004 – 31. Januar 2004 3 Wochen \| 3 \| Michelle McManus \| All This Time Lorne Alistair Tennant, Wayne Anthony Hector, Steve Mac \| – \| \| 1. Februar 2004 – 14. Februar 2004 2 Wochen \| 2 \| LMC vs. U2 \| Take Me to the Clouds Above George Robert Merrill, Shannon Alexandria Rubicam, Narada Michael Walden, Adam Clayton, Laurence Mullen, David Evans, Paul David Hewson \| – \| \| 15. Februar 2004 – 21. Februar 2004 1 Woche \| 1 \| Sam & Mark \| With a Little Help from My Friends / Measure of a Man John Winston Lennon, Paul James McCartney / Steve Morales, David Joseph Siegel, Cathy Dennis \| – \| \| 22. Februar 2004 – 28. Februar 2004 1 Woche \| 1 \| Busted \| Who’s David James Elliot Bourne, Thomas Michael Fletcher \| – \| \| 29. Februar 2004 – 6. März 2004 1 Woche \| 1 \| Peter André \| Mysterious Girl Oliver James Jacobs, Phillip Jacobs, Glen Goldsmith, Peter James Andrea, Wayne Anthony Blackstock \| – \| \| 7. März 2004 – 13. März 2004 1 Woche \| 1 \| Britney Spears \| Toxic Cathy Dennis, Christian Lars Karlsson, Henrik Nils Jonback, Pontus Johan Winnberg \| – \| \| 14. März 2004 – 20. März 2004 1 Woche \| 1 \| DJ Casper \| Cha Cha Slide Marvel Thompson, Willie Perry Jr. \| – \| \| 21. März 2004 – 3. April 2004 2 Wochen \| 2 \| Usher feat. Ludacris & Lil Jon \| Yeah! James Elbert Phillips, LaMarquis Jefferson, Jonathan H. Smith, Patrick Michael Smith, Christopher Brian Bridges, Sean Garrett \| – \| \| 4. April 2004 – 17. April 2004 2 Wochen \| 2 \| McFly \| Five Colours in Her Hair James Elliot Bourne, Thomas Michael Fletcher, Daniel Alan Jones, Benjamin Allan Sargeant \| – \| \| 18. April 2004 – 15. Mai 2004 4 Wochen \| 4 \| Eamon \| F**k It (I Don’t Want You Back) Jonathan Eamon Doyle, Mark Passy, Kirk S. Robinson \| – \| \| 16. Mai 2004 – 5. Juni 2004 3 Wochen \| 3 \| Frankee \| F.U.R.B. (F U Right Back) Jonathan Eamon Doyle, Mark Passy, Kirk S. Robinson, Jennifer Graziano \| – \| \| 6. Juni 2004 – 19. Juni 2004 2 Wochen \| 2 \| Mario Winans feat. Enya und P. Diddy \| I Don’t Wanna Know Michael Carlos Jones, Chauncey Lamont Hawkins, Erick S. Sermon, Parrish Joseff Smith, Nicky Ryan, Roma Shane Ryan, Mario Winans, Eithne Pádraigín Ní Bhraonáin \| – \| \| 20. Juni 2004 – 26. Juni 2004 1 Woche \| 1 \| Britney Spears \| Everytime Britney Spears, Annette Denise Stamatelatos \| – \| \| 27. Juni 2004 – 3. Juli 2004 1 Woche \| 1 \| McFly \| Obviously Thomas Michael Fletcher, Daniel Alan Jones, James Elliot Bourne \| – \| \| 4. Juli 2004 – 17. Juli 2004 2 Wochen \| 2 \| Usher \| Burn Usher Raymond, Jermaine Dupri, Bryan Michael Paul Cox, William Edward Phillips \| – \| \| 18. Juli 2004 – 24. Juli 2004 1 Woche \| 1 \| The Shapeshifters \| Lola’s Theme Max Loke Linus Reich, Simon Lee Marlin, Fulvio Perniola, Gianni Bini, Karen Ann Poole, Patrick L. Moten, Sylvia E. Macura, George Arnold Brown \| – \| \| 25. Juli 2004 – 31. Juli 2004 1 Woche \| 1 \| The Streets \| Dry Your Eyes Michael Geoffrey Skinner \| – \| \| 1. August 2004 – 14. August 2004 2 Wochen \| 2 \| Busted \| Thunderbirds / 3 AM James Elliot Bourne, Charles Robert Simpson, Matthew James Sargeant, Barry Gray, Thomas Michael Fletcher / James Elliot Bourne, Charles Robert Simpson, Lauren Christy, Graham Edwards, Matt Jay, Scott Alspach Spock \| – \| \| 15. August 2004 – 21. August 2004 1 Woche \| 1 \| 3 of a Kind \| Baby Cakes Liana Caruana, Nicholas Gallante, Marc Portelli \| – \| \| 22. August 2004 – 4. September 2004 2 Wochen \| 2 \| Natasha Bedingfield \| These Words Natasha Bedingfield, Stephen Alan Kipner, Andrew Marcus Frampton, Wayne Wilkins \| – \| \| 5. September 2004 – 11. September 2004 1 Woche \| 1 \| Nelly \| My Place / Flap Your Wings Eldra P. DeBarge, William Randall DeBarge, Etterlene Jordan, Randy S. Edelman, Kenneth Gamble, Leon A. Huff, Cornell Haynes / Pharrell L. Williams, Cornell Haynes, Chad Hugo \| – \| \| 12. September 2004 – 18. September 2004 1 Woche \| 1 \| Brian McFadden \| Real to Me Brian McFadden, Guy Antony Chambers \| – \| \| 19. September 2004 – 9. Oktober 2004 3 Wochen (insgesamt 5) \| 5 \| Eric Prydz \| Call on Me Eric Sheridan Prydz, Steve Winwood, Will Jennings \| – \| \| 10. Oktober 2004 – 16. Oktober 2004 1 Woche \| 1 \| Robbie Williams \| Radio Stephen Anthony James Duffy, Robbie Williams \| – \| \| 17. Oktober 2004 – 30. Oktober 2004 2 Wochen (insgesamt 5) \| 5 \| Eric Prydz \| Call on Me Eric Sheridan Prydz, Steve Winwood, Will Jennings \| – \| \| 31. Oktober 2004 – 6. November 2004 1 Woche \| 1 \| Ja Rule feat. R. Kelly & Ashanti \| Wonderful Irving Domingo Lorenzo, Jeffrey Atkins, Kendred T. Smith, Robert Kelly \| – \| \| 7. November 2004 – 13. November 2004 1 Woche \| 1 \| Eminem \| Just Lose It Marshall B. Mathers, Andre Romell Young, Michael A. Elizondo Jr., Mark Batson, Christopher Pope \| – \| \| 14. November 2004 – 20. November 2004 1 Woche \| 1 \| U2 \| Vertigo Adam Clayton, Laurence Mullen, David Evans, Paul David Hewson \| – \| \| 21. November 2004 – 4. Dezember 2004 2 Wochen \| 2 \| Girls Aloud \| I’ll Stand by You Chrissie Hynde, Tom Kelly, Billy Steinberg \| – \| \| 5. Dezember 2004 – 1. Januar 2005 4 Wochen \| 4 \| Band Aid 20 \| Do They Know It’s Christmas? Bob Geldof, Midge Ure \| – \| |                                                     |                                                     | |                           |
| ← 2003 |                                                     |                                                     | | → 2005 →                  |
| Zeitraum | Wo. ges.                                            | Interpret                                           | Titel Autor(en) | Zusätzliche Informationen |
| (Zeitraum, Wochen auf Platz eins, Interpret, Titel, Autor[en], zusätzliche Informationen) |                                                     |                                                     | |                           |
| 21. Dezember 2003 – 10. Januar 2004 3 Wochen | 3                                                   | Michael Andrews feat. Gary Jules                    | Mad World Roland Orzabal | –                         |
| 11. Januar 2004 – 31. Januar 2004 3 Wochen | 3                                                   | Michelle McManus                                    | All This Time Lorne Alistair Tennant, Wayne Anthony Hector, Steve Mac | –                         |
| 1. Februar 2004 – 14. Februar 2004 2 Wochen | 2                                                   | LMC vs. U2                                          | Take Me to the Clouds Above George Robert Merrill, Shannon Alexandria Rubicam, Narada Michael Walden, Adam Clayton, Laurence Mullen, David Evans, Paul David Hewson                                                                       | –                         |
| 15. Februar 2004 – 21. Februar 2004 1 Woche | 1                                                   | Sam & Mark                                          | With a Little Help from My Friends / Measure of a Man John Winston Lennon, Paul James McCartney / Steve Morales, David Joseph Siegel, Cathy Dennis                                                                                        | –                         |
| 22. Februar 2004 – 28. Februar 2004 1 Woche | 1                                                   | Busted                                              | Who’s David James Elliot Bourne, Thomas Michael Fletcher | –                         |
| 29. Februar 2004 – 6. März 2004 1 Woche | 1                                                   | Peter André                                         | Mysterious Girl Oliver James Jacobs, Phillip Jacobs, Glen Goldsmith, Peter James Andrea, Wayne Anthony Blackstock | –                         |
| 7. März 2004 – 13. März 2004 1 Woche | 1                                                   | Britney Spears                                      | Toxic Cathy Dennis, Christian Lars Karlsson, Henrik Nils Jonback, Pontus Johan Winnberg | –                         |
| 14. März 2004 – 20. März 2004 1 Woche | 1                                                   | DJ Casper                                           | Cha Cha Slide Marvel Thompson, Willie Perry Jr. | –                         |
| 21. März 2004 – 3. April 2004 2 Wochen | 2                                                   | Usher feat. Ludacris & Lil Jon                      | Yeah! James Elbert Phillips, LaMarquis Jefferson, Jonathan H. Smith, Patrick Michael Smith, Christopher Brian Bridges, Sean Garrett | –                         |
| 4. April 2004 – 17. April 2004 2 Wochen | 2                                                   | McFly                                               | Five Colours in Her Hair James Elliot Bourne, Thomas Michael Fletcher, Daniel Alan Jones, Benjamin Allan Sargeant | –                         |
| 18. April 2004 – 15. Mai 2004 4 Wochen | 4                                                   | Eamon                                               | F**k It (I Don’t Want You Back) Jonathan Eamon Doyle, Mark Passy, Kirk S. Robinson | –                         |
| 16. Mai 2004 – 5. Juni 2004 3 Wochen | 3                                                   | Frankee                                             | F.U.R.B. (F U Right Back) Jonathan Eamon Doyle, Mark Passy, Kirk S. Robinson, Jennifer Graziano | –                         |
| 6. Juni 2004 – 19. Juni 2004 2 Wochen | 2                                                   | Mario Winans feat. Enya und P. Diddy                | I Don’t Wanna Know Michael Carlos Jones, Chauncey Lamont Hawkins, Erick S. Sermon, Parrish Joseff Smith, Nicky Ryan, Roma Shane Ryan, Mario Winans, Eithne Pádraigín Ní Bhraonáin                                                         | –                         |
| 20. Juni 2004 – 26. Juni 2004 1 Woche | 1                                                   | Britney Spears                                      | Everytime Britney Spears, Annette Denise Stamatelatos | –                         |
| 27. Juni 2004 – 3. Juli 2004 1 Woche | 1                                                   | McFly                                               | Obviously Thomas Michael Fletcher, Daniel Alan Jones, James Elliot Bourne | –                         |
| 4. Juli 2004 – 17. Juli 2004 2 Wochen | 2                                                   | Usher                                               | Burn Usher Raymond, Jermaine Dupri, Bryan Michael Paul Cox, William Edward Phillips | –                         |
| 18. Juli 2004 – 24. Juli 2004 1 Woche | 1                                                   | The Shapeshifters                                   | Lola’s Theme Max Loke Linus Reich, Simon Lee Marlin, Fulvio Perniola, Gianni Bini, Karen Ann Poole, Patrick L. Moten, Sylvia E. Macura, George Arnold Brown                                                                               | –                         |
| 25. Juli 2004 – 31. Juli 2004 1 Woche | 1                                                   | The Streets                                         | Dry Your Eyes Michael Geoffrey Skinner | –                         |
| 1. August 2004 – 14. August 2004 2 Wochen | 2                                                   | Busted                                              | Thunderbirds / 3 AM James Elliot Bourne, Charles Robert Simpson, Matthew James Sargeant, Barry Gray, Thomas Michael Fletcher / James Elliot Bourne, Charles Robert Simpson, Lauren Christy, Graham Edwards, Matt Jay, Scott Alspach Spock | –                         |
| 15. August 2004 – 21. August 2004 1 Woche | 1                                                   | 3 of a Kind                                         | Baby Cakes Liana Caruana, Nicholas Gallante, Marc Portelli | –                         |
| 22. August 2004 – 4. September 2004 2 Wochen | 2                                                   | Natasha Bedingfield                                 | These Words Natasha Bedingfield, Stephen Alan Kipner, Andrew Marcus Frampton, Wayne Wilkins | –                         |
| 5. September 2004 – 11. September 2004 1 Woche | 1                                                   | Nelly                                               | My Place / Flap Your Wings Eldra P. DeBarge, William Randall DeBarge, Etterlene Jordan, Randy S. Edelman, Kenneth Gamble, Leon A. Huff, Cornell Haynes / Pharrell L. Williams, Cornell Haynes, Chad Hugo                                  | –                         |
| 12. September 2004 – 18. September 2004 1 Woche | 1                                                   | Brian McFadden                                      | Real to Me Brian McFadden, Guy Antony Chambers | –                         |
| 19. September 2004 – 9. Oktober 2004 3 Wochen (insgesamt 5) | 5                                                   | Eric Prydz                                          | Call on Me Eric Sheridan Prydz, Steve Winwood, Will Jennings | –                         |
| 10. Oktober 2004 – 16. Oktober 2004 1 Woche | 1                                                   | Robbie Williams                                     | Radio Stephen Anthony James Duffy, Robbie Williams | –                         |
| 17. Oktober 2004 – 30. Oktober 2004 2 Wochen (insgesamt 5) | 5                                                   | Eric Prydz                                          | Call on Me Eric Sheridan Prydz, Steve Winwood, Will Jennings | –                         |
| 31. Oktober 2004 – 6. November 2004 1 Woche | 1                                                   | Ja Rule feat. R. Kelly & Ashanti                    | Wonderful Irving Domingo Lorenzo, Jeffrey Atkins, Kendred T. Smith, Robert Kelly | –                         |
| 7. November 2004 – 13. November 2004 1 Woche | 1                                                   | Eminem                                              | Just Lose It Marshall B. Mathers, Andre Romell Young, Michael A. Elizondo Jr., Mark Batson, Christopher Pope | –                         |
| 14. November 2004 – 20. November 2004 1 Woche | 1                                                   | U2                                                  | Vertigo Adam Clayton, Laurence Mullen, David Evans, Paul David Hewson | –                         |
| 21. November 2004 – 4. Dezember 2004 2 Wochen | 2                                                   | Girls Aloud                                         | I’ll Stand by You Chrissie Hynde, Tom Kelly, Billy Steinberg | –                         |
| 5. Dezember 2004 – 1. Januar 2005 4 Wochen | 4                                                   | Band Aid 20                                         | Do They Know It’s Christmas? Bob Geldof, Midge Ure | –                         |

## Alben
| ← 2003 ← | Liste der Nummer-eins-Hits in den britischen Charts | Liste der Nummer-eins-Hits in den britischen Charts | Liste der Nummer-eins-Hits in den britischen Charts | 2005 →                    |
| \| Zeitraum \| Wo. ges. \| Interpret \| Titel \| Zusätzliche Informationen \| \| (Zeitraum, Wochen auf Platz eins, Interpret, Titel, zusätzliche Informationen) \| \| \| \| \| \| ------------------------------------------------------------------------------ \| -------- \| --------------------- \| ----------------------------------- \| ------------------------- \| \| 14. Dezember 2003 – 3. Januar 2004 3 Wochen (insgesamt 10) \| 10 \| Dido \| Life for Rent \| – \| \| 4. Januar 2004 – 10. Januar 2004 1 Woche (insgesamt 2) \| 2 \| Will Young \| Friday’s Child \| – \| \| 11. Januar 2004 – 24. Januar 2004 2 Wochen (insgesamt 10) \| 10 \| Dido \| Life for Rent \| – \| \| 25. Januar 2004 – 14. Februar 2004 3 Wochen (insgesamt 6) \| 6 \| Katie Melua \| Call Off the Search \| – \| \| 15. Februar 2004 – 28. Februar 2004 2 Wochen \| 2 \| Norah Jones \| Feels Like Home \| – \| \| 29. Februar 2004 – 20. März 2004 3 Wochen (insgesamt 6) \| 6 \| Katie Melua \| Call Off the Search \| – \| \| 21. März 2004 – 27. März 2004 1 Woche \| 1 \| George Michael \| Patience \| – \| \| 28. März 2004 – 3. April 2004 1 Woche \| 1 \| Usher \| Confessions \| – \| \| 4. April 2004 – 17. April 2004 2 Wochen (insgesamt 3) \| 3 \| Anastacia \| Anastacia \| – \| \| 18. April 2004 – 1. Mai 2004 2 Wochen (insgesamt 3) \| 3 \| Guns n’ Roses \| Greatest Hits \| – \| \| 2. Mai 2004 – 8. Mai 2004 1 Woche \| 1 \| D12 \| D12 World \| – \| \| 9. Mai 2004 – 15. Mai 2004 1 Woche (insgesamt 3) \| 3 \| Guns n’ Roses \| Greatest Hits \| – \| \| 16. Mai 2004 – 29. Mai 2004 2 Wochen (insgesamt 5) \| 5 \| Keane \| Hopes and Fears \| – \| \| 30. Mai 2004 – 5. Juni 2004 1 Woche \| 1 \| Avril Lavigne \| Under My Skin \| – \| \| 6. Juni 2004 – 12. Juni 2004 1 Woche (insgesamt 5) \| 5 \| Keane \| Hopes and Fears \| – \| \| 13. Juni 2004 – 19. Juni 2004 1 Woche \| 1 \| Faithless \| No Roots \| – \| \| 20. Juni 2004 – 26. Juni 2004 1 Woche (insgesamt 5) \| 5 \| Keane \| Hopes and Fears \| – \| \| 27. Juni 2004 – 3. Juli 2004 1 Woche (insgesamt 2) \| 2 \| The Streets \| A Grand Don’t Come for Free \| – \| \| 4. Juli 2004 – 10. Juli 2004 1 Woche (insgesamt 4) \| 4 \| Scissor Sisters \| Scissor Sisters \| – \| \| 11. Juli 2004 – 17. Juli 2004 1 Woche \| 1 \| McFly \| Room on the 3rd Floor \| – \| \| 18. Juli 2004 – 24. Juli 2004 1 Woche (insgesamt 4) \| 4 \| Scissor Sisters \| Scissor Sisters \| – \| \| 25. Juli 2004 – 31. Juli 2004 1 Woche (insgesamt 2) \| 2 \| The Streets \| A Grand Don’t Come for Free \| – \| \| 1. August 2004 – 14. August 2004 2 Wochen \| 2 \| Red Hot Chili Peppers \| Live in Hyde Park \| – \| \| 15. August 2004 – 21. August 2004 1 Woche (insgesamt 3) \| 3 \| Anastacia \| Anastacia \| – \| \| 22. August 2004 – 28. August 2004 1 Woche \| 1 \| Maroon 5 \| Songs About Jane \| – \| \| 29. August 2004 – 4. September 2004 1 Woche \| 1 \| The Prodigy \| Always Outnumbered, Never Outgunned \| – \| \| 5. September 2004 – 11. September 2004 1 Woche \| 1 \| The Libertines \| The Libertines \| – \| \| 12. September 2004 – 18. September 2004 1 Woche \| 1 \| Natasha Bedingfield \| Unwritten \| – \| \| 19. September 2004 – 25. September 2004 1 Woche \| 1 \| Embrace \| Out of Nothing \| – \| \| 26. September 2004 – 2. Oktober 2004 1 Woche (insgesamt 2) \| 2 \| Green Day \| American Idiot \| – \| \| 3. Oktober 2004 – 9. Oktober 2004 1 Woche \| 1 \| Joss Stone \| Mind, Body and Soul \| – \| \| 10. Oktober 2004 – 16. Oktober 2004 1 Woche \| 1 \| R.E.M. \| Around the Sun \| – \| \| 17. Oktober 2004 – 23. Oktober 2004 1 Woche \| 1 \| Ronan Keating \| 10 Years of Hits \| – \| \| 24. Oktober 2004 – 6. November 2004 2 Wochen (insgesamt 4) \| 4 \| Robbie Williams \| Greatest Hits \| – \| \| 7. November 2004 – 13. November 2004 1 Woche \| 1 \| Il Divo \| Il Divo \| – \| \| 14. November 2004 – 27. November 2004 2 Wochen \| 2 \| Eminem \| Encore \| – \| \| 28. November 2004 – 18. Dezember 2004 3 Wochen \| 3 \| U2 \| How to Dismantle an Atomic Bomb \| – \| \| 19. Dezember 2004 – 1. Januar 2005 2 Wochen (insgesamt 4) \| 4 \| Robbie Williams \| Greatest Hits \| – \| |                                                     |                                                     |                                                     |                           |
| ← 2003 |                                                     |                                                     |                                                     | → 2005 →                  |
| Zeitraum | Wo. ges.                                            | Interpret                                           | Titel                                               | Zusätzliche Informationen |
| (Zeitraum, Wochen auf Platz eins, Interpret, Titel, zusätzliche Informationen) |                                                     |                                                     |                                                     |                           |
| 14. Dezember 2003 – 3. Januar 2004 3 Wochen (insgesamt 10) | 10                                                  | Dido                                                | Life for Rent                                       | –                         |
| 4. Januar 2004 – 10. Januar 2004 1 Woche (insgesamt 2) | 2                                                   | Will Young                                          | Friday’s Child                                      | –                         |
| 11. Januar 2004 – 24. Januar 2004 2 Wochen (insgesamt 10) | 10                                                  | Dido                                                | Life for Rent                                       | –                         |
| 25. Januar 2004 – 14. Februar 2004 3 Wochen (insgesamt 6) | 6                                                   | Katie Melua                                         | Call Off the Search                                 | –                         |
| 15. Februar 2004 – 28. Februar 2004 2 Wochen | 2                                                   | Norah Jones                                         | Feels Like Home                                     | –                         |
| 29. Februar 2004 – 20. März 2004 3 Wochen (insgesamt 6) | 6                                                   | Katie Melua                                         | Call Off the Search                                 | –                         |
| 21. März 2004 – 27. März 2004 1 Woche | 1                                                   | George Michael                                      | Patience                                            | –                         |
| 28. März 2004 – 3. April 2004 1 Woche | 1                                                   | Usher                                               | Confessions                                         | –                         |
| 4. April 2004 – 17. April 2004 2 Wochen (insgesamt 3) | 3                                                   | Anastacia                                           | Anastacia                                           | –                         |
| 18. April 2004 – 1. Mai 2004 2 Wochen (insgesamt 3) | 3                                                   | Guns n’ Roses                                       | Greatest Hits                                       | –                         |
| 2. Mai 2004 – 8. Mai 2004 1 Woche | 1                                                   | D12                                                 | D12 World                                           | –                         |
| 9. Mai 2004 – 15. Mai 2004 1 Woche (insgesamt 3) | 3                                                   | Guns n’ Roses                                       | Greatest Hits                                       | –                         |
| 16. Mai 2004 – 29. Mai 2004 2 Wochen (insgesamt 5) | 5                                                   | Keane                                               | Hopes and Fears                                     | –                         |
| 30. Mai 2004 – 5. Juni 2004 1 Woche | 1                                                   | Avril Lavigne                                       | Under My Skin                                       | –                         |
| 6. Juni 2004 – 12. Juni 2004 1 Woche (insgesamt 5) | 5                                                   | Keane                                               | Hopes and Fears                                     | –                         |
| 13. Juni 2004 – 19. Juni 2004 1 Woche | 1                                                   | Faithless                                           | No Roots                                            | –                         |
| 20. Juni 2004 – 26. Juni 2004 1 Woche (insgesamt 5) | 5                                                   | Keane                                               | Hopes and Fears                                     | –                         |
| 27. Juni 2004 – 3. Juli 2004 1 Woche (insgesamt 2) | 2                                                   | The Streets                                         | A Grand Don’t Come for Free                         | –                         |
| 4. Juli 2004 – 10. Juli 2004 1 Woche (insgesamt 4) | 4                                                   | Scissor Sisters                                     | Scissor Sisters                                     | –                         |
| 11. Juli 2004 – 17. Juli 2004 1 Woche | 1                                                   | McFly                                               | Room on the 3rd Floor                               | –                         |
| 18. Juli 2004 – 24. Juli 2004 1 Woche (insgesamt 4) | 4                                                   | Scissor Sisters                                     | Scissor Sisters                                     | –                         |
| 25. Juli 2004 – 31. Juli 2004 1 Woche (insgesamt 2) | 2                                                   | The Streets                                         | A Grand Don’t Come for Free                         | –                         |
| 1. August 2004 – 14. August 2004 2 Wochen | 2                                                   | Red Hot Chili Peppers                               | Live in Hyde Park                                   | –                         |
| 15. August 2004 – 21. August 2004 1 Woche (insgesamt 3) | 3                                                   | Anastacia                                           | Anastacia                                           | –                         |
| 22. August 2004 – 28. August 2004 1 Woche | 1                                                   | Maroon 5                                            | Songs About Jane                                    | –                         |
| 29. August 2004 – 4. September 2004 1 Woche | 1                                                   | The Prodigy                                         | Always Outnumbered, Never Outgunned                 | –                         |
| 5. September 2004 – 11. September 2004 1 Woche | 1                                                   | The Libertines                                      | The Libertines                                      | –                         |
| 12. September 2004 – 18. September 2004 1 Woche | 1                                                   | Natasha Bedingfield                                 | Unwritten                                           | –                         |
| 19. September 2004 – 25. September 2004 1 Woche | 1                                                   | Embrace                                             | Out of Nothing                                      | –                         |
| 26. September 2004 – 2. Oktober 2004 1 Woche (insgesamt 2) | 2                                                   | Green Day                                           | American Idiot                                      | –                         |
| 3. Oktober 2004 – 9. Oktober 2004 1 Woche | 1                                                   | Joss Stone                                          | Mind, Body and Soul                                 | –                         |
| 10. Oktober 2004 – 16. Oktober 2004 1 Woche | 1                                                   | R.E.M.                                              | Around the Sun                                      | –                         |
| 17. Oktober 2004 – 23. Oktober 2004 1 Woche | 1                                                   | Ronan Keating                                       | 10 Years of Hits                                    | –                         |
| 24. Oktober 2004 – 6. November 2004 2 Wochen (insgesamt 4) | 4                                                   | Robbie Williams                                     | Greatest Hits                                       | –                         |
| 7. November 2004 – 13. November 2004 1 Woche | 1                                                   | Il Divo                                             | Il Divo                                             | –                         |
| 14. November 2004 – 27. November 2004 2 Wochen | 2                                                   | Eminem                                              | Encore                                              | –                         |
| 28. November 2004 – 18. Dezember 2004 3 Wochen | 3                                                   | U2                                                  | How to Dismantle an Atomic Bomb                     | –                         |
| 19. Dezember 2004 – 1. Januar 2005 2 Wochen (insgesamt 4) | 4                                                   | Robbie Williams                                     | Greatest Hits                                       | –                         |

Die Angaben basieren auf den offiziellen Verkaufshitparaden der Official UK Charts Company für das Vereinigte Königreich. Die Datumsangaben beziehen sich auf das Gültigkeitsdatum der Charts, also jeweils die auf die Verkaufswoche folgende Woche.

## Jahreshitparaden
| ← 2003 ← | Liste der Nummer-eins-Hits in den britischen Charts | Liste der Nummer-eins-Hits in den britischen Charts | Liste der Nummer-eins-Hits in den britischen Charts | 2005 →   |
| \| Singles \| Position# \| Alben \| \| ------------------------------------------------------------------------------------------------------------------------------------------------------------------ \| --------- \| ------------------------------- \| \| Do They Know It’s Christmas? Band Aid 20 Bob Geldof, Midge Ure \| 1 \| Scissor Sisters \| \| F**k It (I Don’t Want You Back) Eamon Jonathan Eamon Doyle, Mark Passy, Kirk S. Robinson \| 2 \| Hopes and Fears Keane \| \| Cha Cha Slide DJ Casper Marvel Thompson, Willie Perry Jr. \| 3 \| Greatest Hits Robbie Williams \| \| Call on Me Eric Prydz Eric Sheridan Prydz, Steve Winwood, Will Jennings \| 4 \| Songs About Jane Maroon 5 \| \| Yeah! Usher feat. Ludacris & Lil Jon James Elbert Phillips, LaMarquis Jefferson, Jonathan H. Smith, Patrick Michael Smith, Christopher Brian Bridges, Sean Garrett \| 5 \| Call Off the Search Katie Melua \| \| All This Time Michelle McManus Lorne Alistair Tennant, Wayne Anthony Hector, Steve Mac \| 6 \| Anastacia \| \| Left Outside Alone Anastacia Anastacia L. Newkirk, Dallas L. Austin, Glen Ballard \| 7 \| Confessions Usher \| \| Mysterious Girl Peter André Oliver James Jacobs, Phillip Jacobs, Glen Goldsmith, Peter James Andrea, Wayne Anthony Blackstock \| 8 \| Feels Like Home Norah Jones \| \| Toxic Britney Spears Cathy Dennis, Christian Lars Karlsson, Henrik Nils Jonback, Pontus Johan Winnberg \| 9 \| Final Straw Snow Patrol \| \| F.U.R.B. (F U Right Back) Frankee Jonathan Eamon Doyle, Mark Passy, Kirk S. Robinson, Jennifer Graziano \| 10 \| Il Divo \| |                                                     |                                                     |                                                     |          |
| ← 2003 |                                                     |                                                     |                                                     | → 2005 → |
| Singles | Position#                                           | Alben                                               |                                                     |          |
| Do They Know It’s Christmas? Band Aid 20 Bob Geldof, Midge Ure | 1                                                   | Scissor Sisters                                     |                                                     |          |
| F**k It (I Don’t Want You Back) Eamon Jonathan Eamon Doyle, Mark Passy, Kirk S. Robinson | 2                                                   | Hopes and Fears Keane                               |                                                     |          |
| Cha Cha Slide DJ Casper Marvel Thompson, Willie Perry Jr. | 3                                                   | Greatest Hits Robbie Williams                       |                                                     |          |
| Call on Me Eric Prydz Eric Sheridan Prydz, Steve Winwood, Will Jennings | 4                                                   | Songs About Jane Maroon 5                           |                                                     |          |
| Yeah! Usher feat. Ludacris & Lil Jon James Elbert Phillips, LaMarquis Jefferson, Jonathan H. Smith, Patrick Michael Smith, Christopher Brian Bridges, Sean Garrett | 5                                                   | Call Off the Search Katie Melua                     |                                                     |          |
| All This Time Michelle McManus Lorne Alistair Tennant, Wayne Anthony Hector, Steve Mac | 6                                                   | Anastacia                                           |                                                     |          |
| Left Outside Alone Anastacia Anastacia L. Newkirk, Dallas L. Austin, Glen Ballard | 7                                                   | Confessions Usher                                   |                                                     |          |
| Mysterious Girl Peter André Oliver James Jacobs, Phillip Jacobs, Glen Goldsmith, Peter James Andrea, Wayne Anthony Blackstock | 8                                                   | Feels Like Home Norah Jones                         |                                                     |          |
| Toxic Britney Spears Cathy Dennis, Christian Lars Karlsson, Henrik Nils Jonback, Pontus Johan Winnberg | 9                                                   | Final Straw Snow Patrol                             |                                                     |          |
| F.U.R.B. (F U Right Back) Frankee Jonathan Eamon Doyle, Mark Passy, Kirk S. Robinson, Jennifer Graziano | 10                                                  | Il Divo                                             |                                                     |          |